# 錢寶琛
錢寶琛（1785年—1859年），字楚玉，又字伯瑜，江蘇太倉直隸州人，清朝政治人物。

## 生平
錢寶琛為太倉錢氏錢桓裔孫，祖父錢文棨，父錢鳳孫，母聞氏。嘉慶二十一年（1816年）丙子科順天鄉試舉人，二十四年（1819年）己卯恩科二甲第十九名進士。選翰林院庶吉士，散館授編修，道光元年（1821年）任貴州學政，道光十一年（1831年）任歸德府知府，歷任浙江督糧道、雲南按察使、浙江布政使，道光十七年（1837年）任湖南巡撫，道光十八年（1838年）改江西巡撫，道光二十一年（1841年）改湖北巡撫，未到任，引疾歸里。曾參與林則徐禁煙運動。

## 著作
著有《存素堂奏疏》四卷、《壬癸人物志稿》二十八卷、《頤壽老人年譜》二卷、《存素堂文稿》四卷補遺一卷、《存素堂詩稿》十四卷、《錢頤壽中丞全集》。

## 家庭
夫人為崑山貢生陳世和第三女（1784-1810）；繼妻為陳世和第六女（1793-1816）；再繼妻為陳世和第八女（1797-1832）；側室韓氏（1810-1889）。
- 有二子：長子錢鼎銘（字新之，號調甫、定舫，1825-1875），同治年間任直隸布政使、河南巡撫，夫人為陸增祥妹；繼妻為陳學敏女；側室吳氏。次子錢鼐銘（字及之，號擷芷，1836-1880），夫人為吳江舉人夏寶全女；繼妻為汪元治女。

- 有七女：長女錢婉（1805-1826）嫁道光八年（1828年）戊子科順天鄉試舉人陸宗麟；次女錢慧（1829-？）嫁陳景星；三女錢同（1833-？）嫁陳廷珍；四女錢壽（1835-？）嫁聞福增；五女錢勝（1841-1909）嫁蔣錫寶次子蔣清翊；六女與七女（其中一位名福玉）為孿生姐妹（1844-？），其中六女錢氏為郭嵩燾繼室，七女錢氏嫁吳江夏勛治（字潤民）[3][2][4][5][6]。

- 孫錢溯耆（字䈁龢，號伊臣，1844-1917）為彭蘊章孫女婿[1]。

## 外部連結
- 錢寶琛 （页面存档备份，存于） 中研院史語所